# Naibone
Naibone is een bestuurslaag in het regentschap Belu van de provincie Oost-Nusa Tenggara, Indonesië. Naibone telt 860 inwoners (volkstelling 2010).